# هولدن کوپه ۶۰

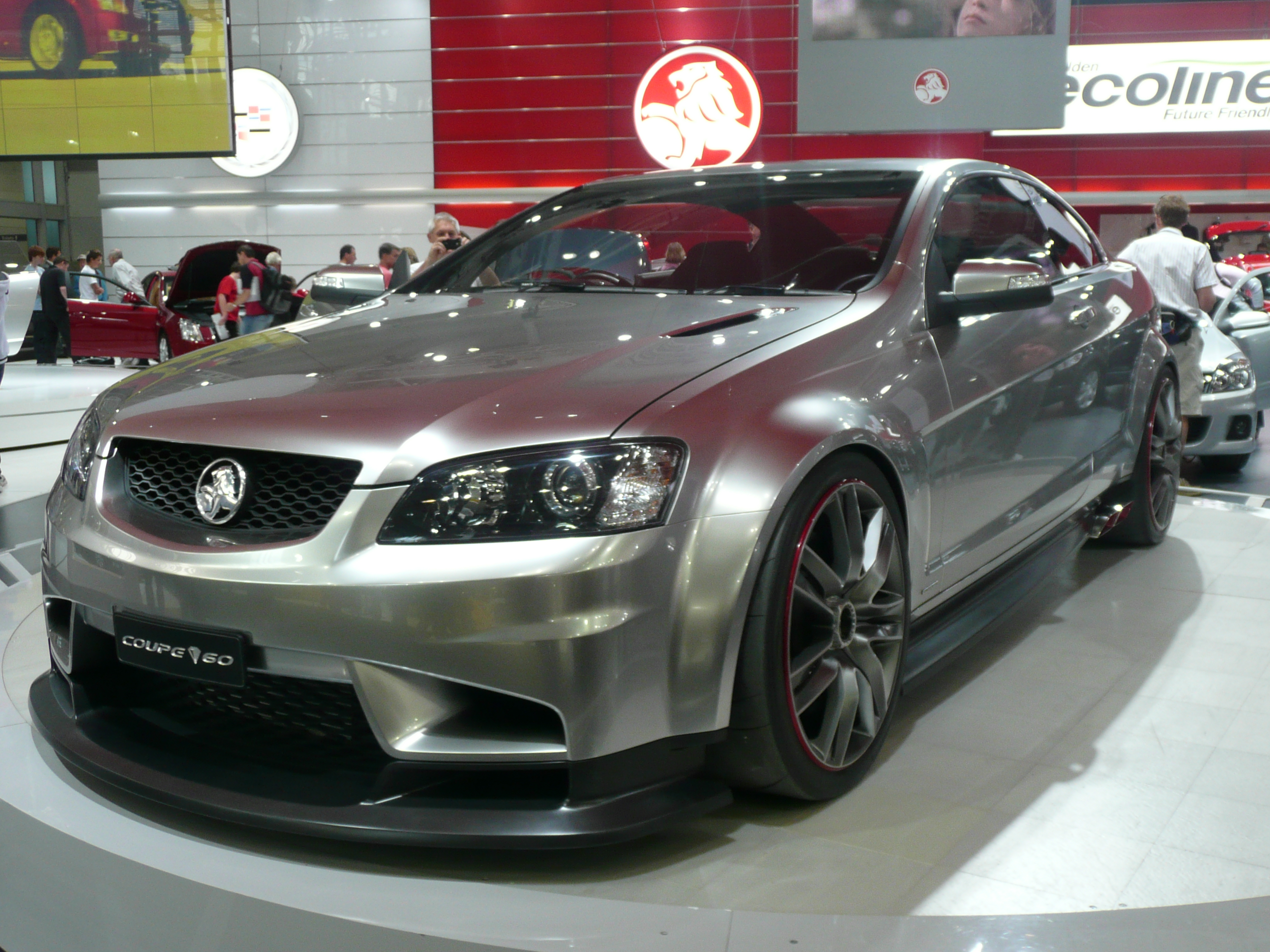

هولدن کوپه ۶۰ (Holden Coupe 60) خودرویی است که در استرالیا تولید شده‌است. طول آن در حالت طبیعی ۴٬۸۳۷ میلیمتر (۱۹۰٫۴ اینچ) و  عرض آن در حالت طبیعی ۱٬۸۹۵ میلیمتر (۷۴٫۶ اینچ) و  ارتفاع آن در حالت طبیعی ۱٬۴۰۰ میلیمتر (۵۵٫۱ اینچ)  است. سیستم جعبه‌دندهٔ آن ۶ دنده به صورت دستی است.